# Улица Челюскинцев (Екатеринбург)
У́лица Челю́скинцев (до 1934 года — Северная улица) — улица Екатеринбурга, расположена между улицей Московской и трамвайно-троллейбусным путепроводом через железнодорожные пути вблизи пересечения с Восточной улицей. Пересекает Визовский, Центральный и Вокзальный жилые районы, Верх-Исетский и Железнодорожный административные районы. Состоит из трёх участков. Первый проходит с юго-запада на северо-восток (от улицы Московской до улицы Свердлова; второй с запада на восток (от улицы Свердлова до улицы Луначарского и третий от улицы Луначарского до путепровода. Общая протяжённость улицы — 3430 м.

## История и достопримечательности
В дореволюционном Екатеринбурге по улице проходила северная граница города. Улица связывала посёлок Верх-Исетского завода через Кривцовский мост с северной частью города. К северу от улицы в 1878 году была проложена железная дорога, построен железнодорожный вокзал и склады. На Северной улице находились больница А. А. Миславского, мельница Симанова-Макаровых (1884 год, признана памятником архитектуры), кирпичный завод И. К. Тарасова, пятиэтажный корпус мельницы Борчанинова-Первушина (1906—1908 годы, признана памятником архитектуры), «старый» (1878) и «новый» (1910) вокзалы. В 1928 году на Северной улице было построено монументальное 6-этажное здание Управления Пермской железной дороги (архитектор К. Т. Бабыкин), являющееся памятником архитектуры. В 1920—1930-е годы севернее улицы Челюскинцев появилась регулярная застройка.
Название Челюскинская было присвоено улице в честь встречи 17 июня 1934 года поезда, который вёз спасённых со льдины челюскинцев из Владивостока в Москву.
На углу улиц Челюскинцев и Стрелочников находится недостроенный 151-метровый небоскрёб «Призма».

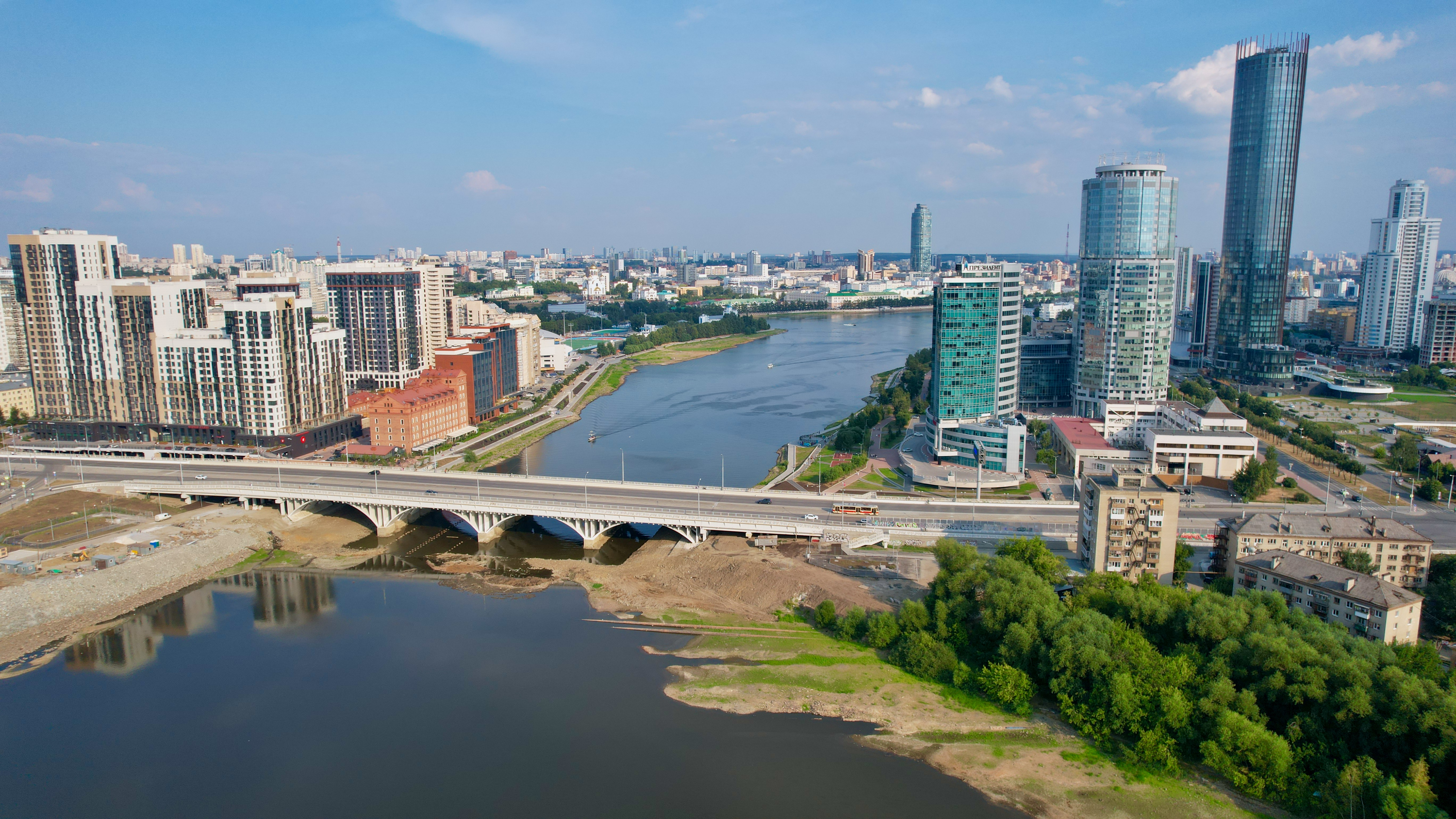
Макаровский мост
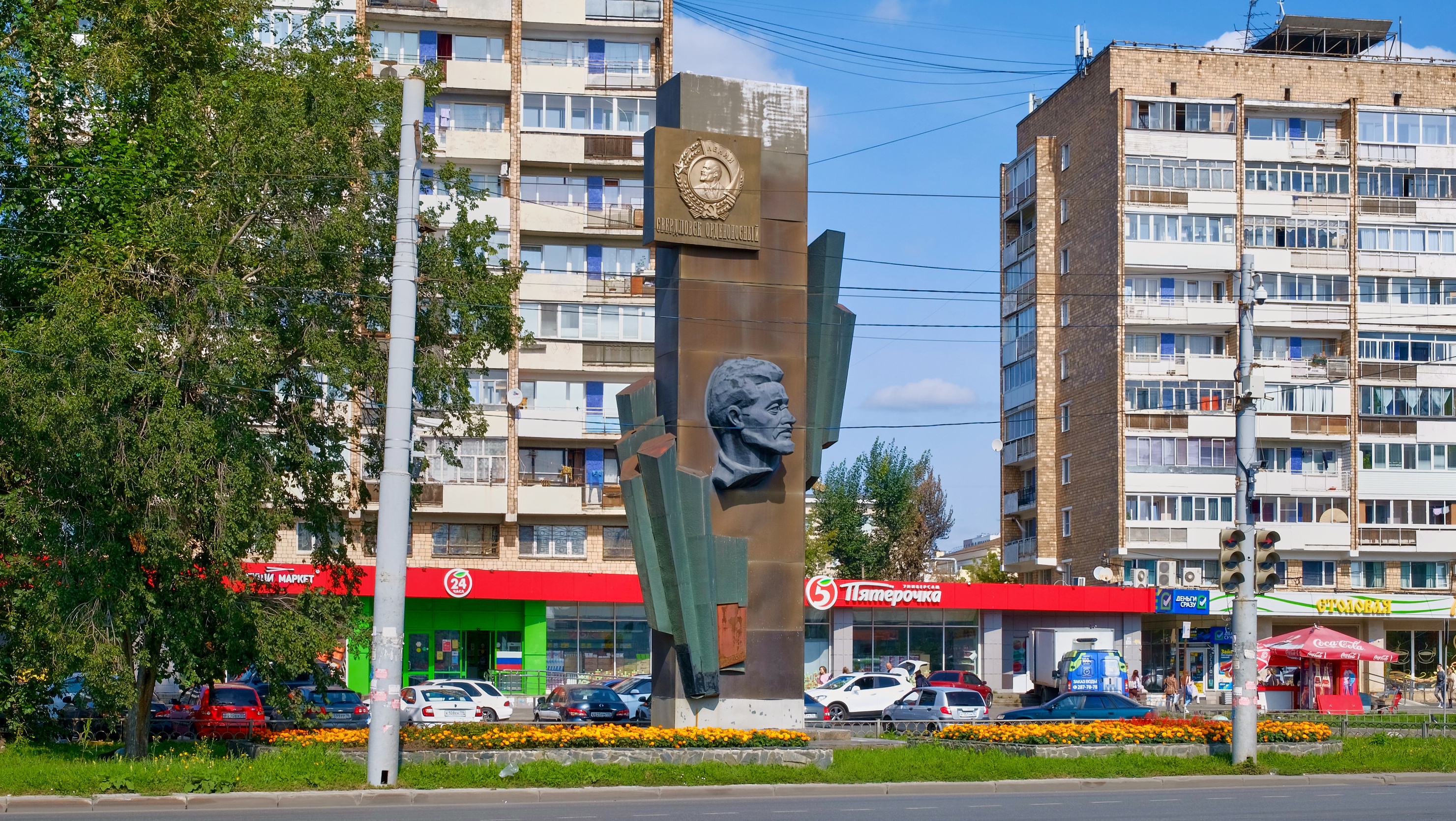
Орден Ленина с горельефом Я. М. Свердлова на перекрёстке с ул. Свердлова
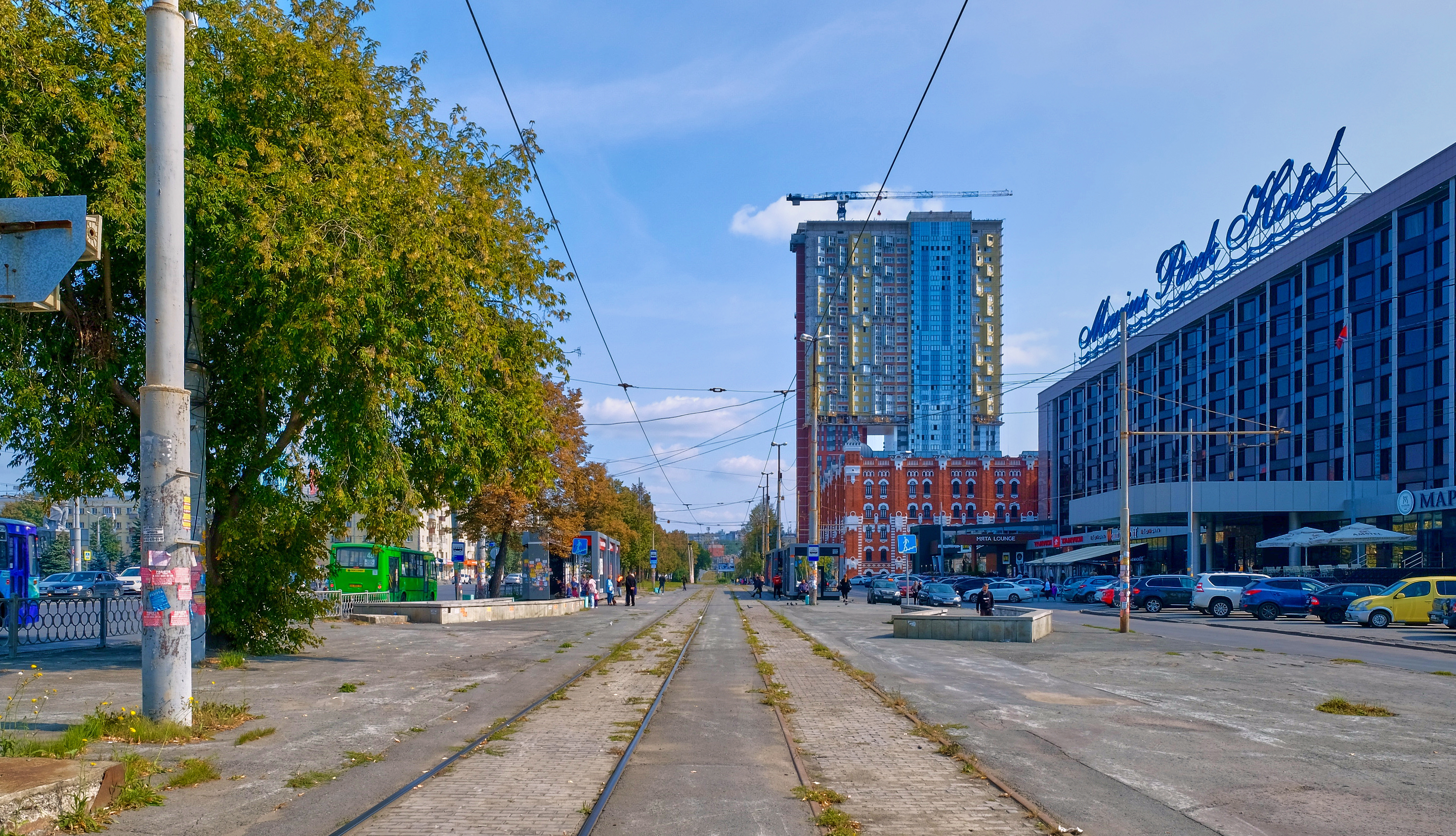
Трамвайные пути
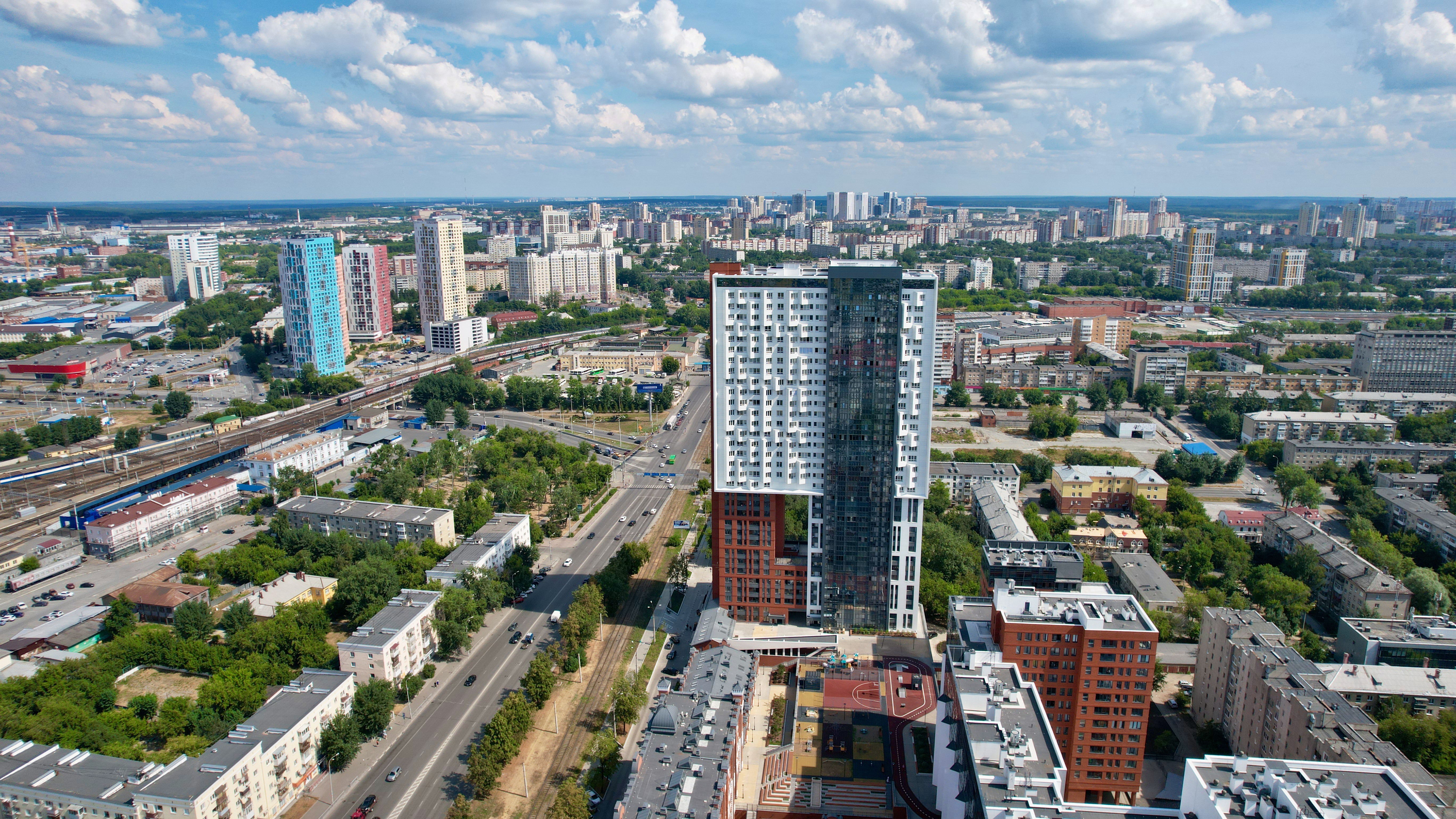
Вид на восток, в центре дом по адресу ул. Азина, 22/7
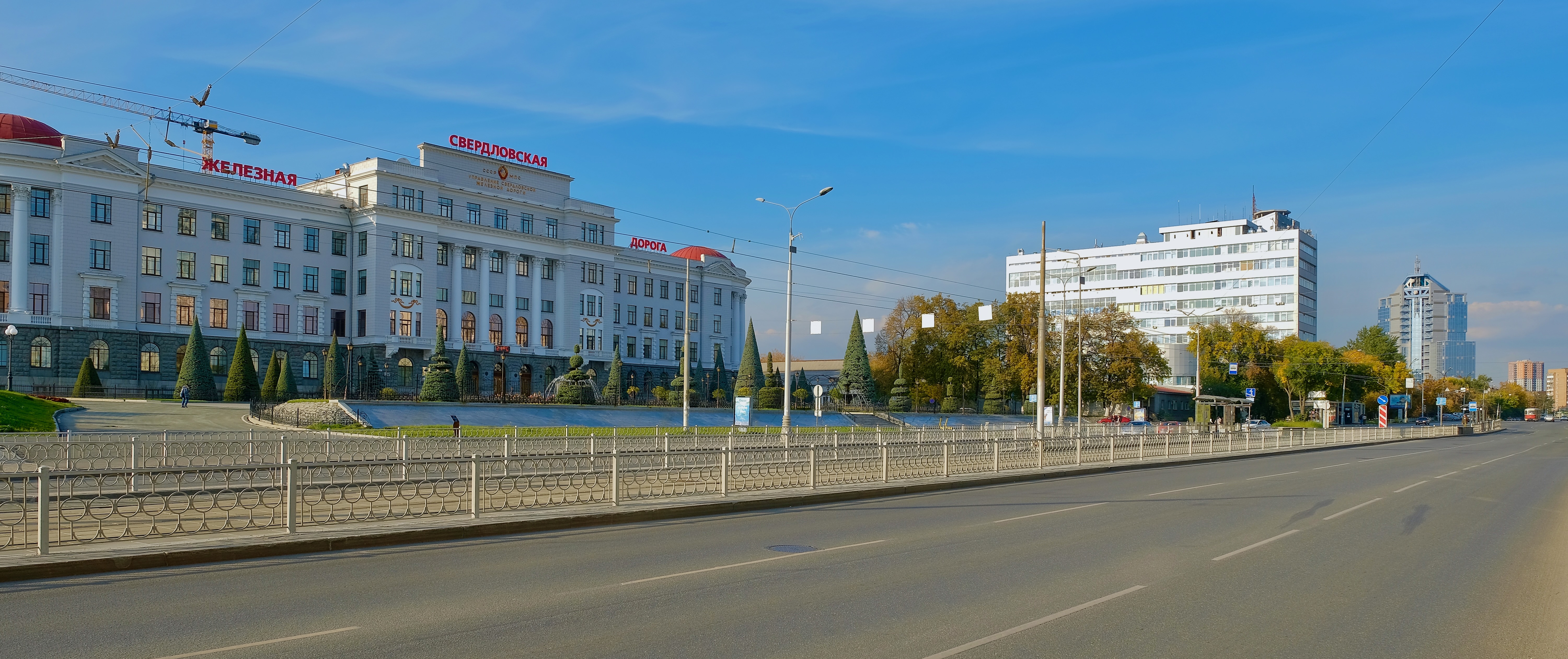
Слева здание Управления СвердЖД
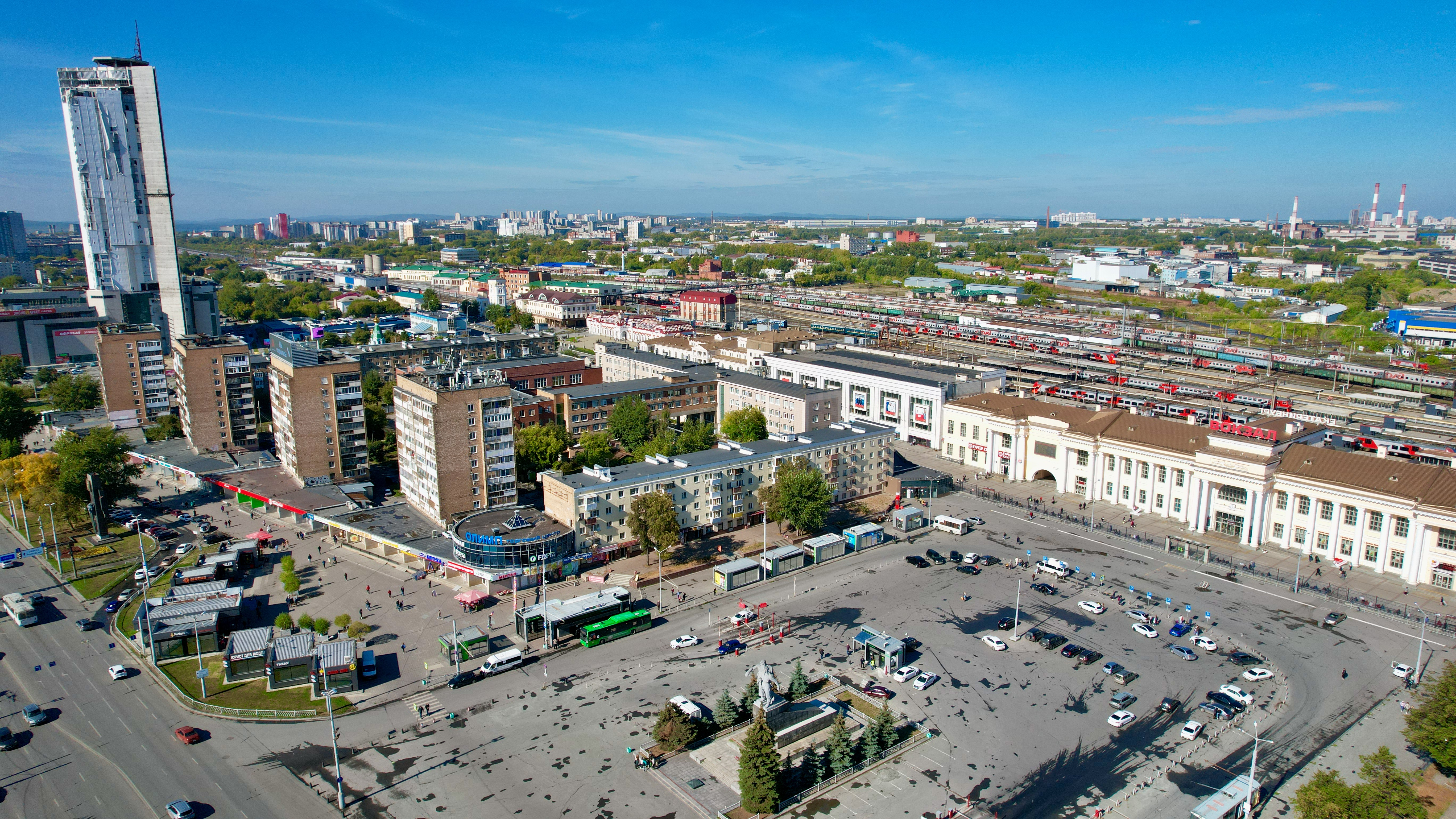
Привокзальная площадь и долгострой Свердловск
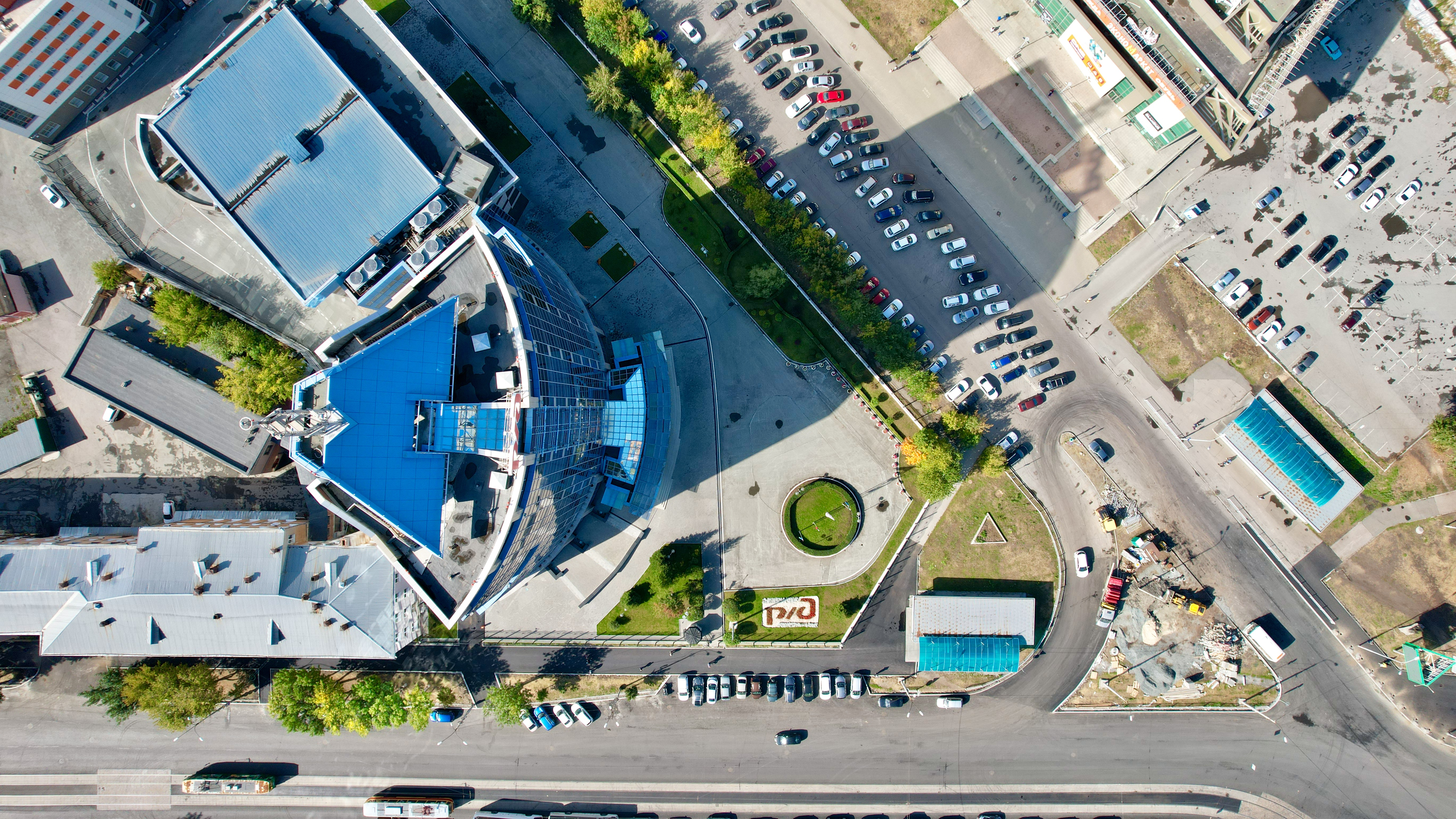
Перекрёсок с улицей Героев России
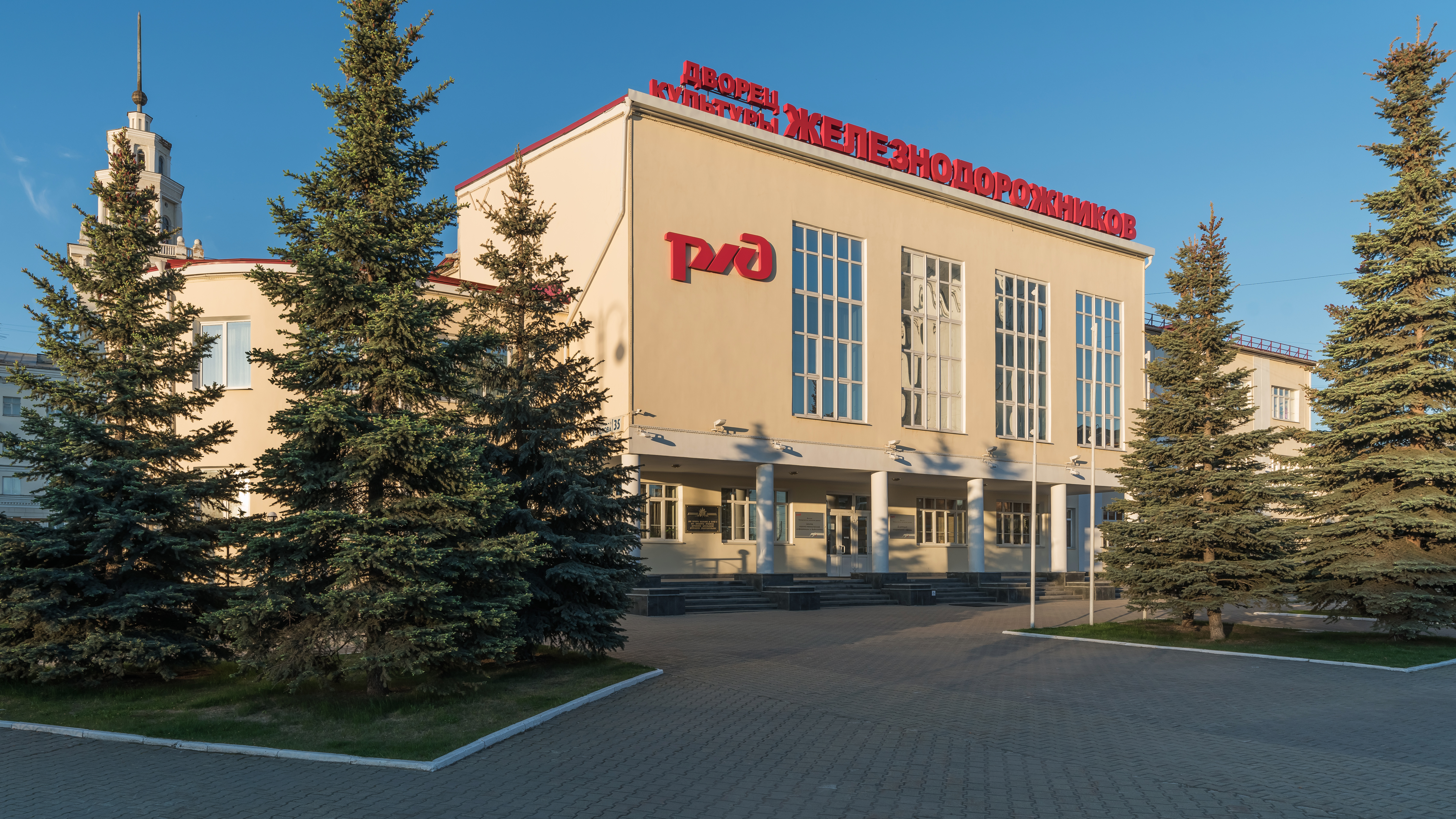
ДК железнодорожников (дом № 102)

## Транспорт

### Наземный транспорт
- Остановка «Ж/Д Вокзал» (в сторону «Пионерской»):
  - Автобус: 48, 82, 86, 87;
  - Трамвай: 7, 12, 21, 23.
- (в сторону улицы Азина)
  - Автобус: 48, 56, 57, 82, 86, 87;
  - Троллейбус: 26;
  - Трамвай: 3, 7, 23.

- Остановка «Ж/Д Вокзал» (конечная):
  - Автобус: 043, 45, 59, 65, 100, 158;
  - Троллейбус: 27, 31.

- Остановки «Управление дороги», «Улица Б. Ельцина»:
  - Автобус: 043, 45, 67, 158;
- (в сторону Дворца Молодёжи)
  - Трамвай: 3, 7, 23;
- (в сторону Ж/Д Вокзала)
  - Трамвай: 7, 12, 21, 23.

- Остановки «Улица Папанина», «Улица Шейнкмана» (в сторону Дворца Молодёжи):
  - Трамвай: 3, 7, 23;
- (в сторону Ж/Д Вокзала)
  - Трамвай: 7, 12, 21, 23.

### Метро
- Уральская рядом с Северным автовокзалом;
- Динамо рядом с ДИВС.